# Belo se pere na devetdeset (film)
Belo se pere na devetdeset je slovenski celovečerni film iz leta 2025, ki ga je režiral Marko Naberšnik. Scenarista sta bila Marko Naberšnik in Bronja Žakelj. Slednja je avtorica istoimenske knjižne uspešnice, na osnovi katere je film nastal.
Snemati so začeli maja 2024. Svetovno premiero bo doživel 21. 8. 2025 na 31. filmskem festivalu v Sarajevu.

## Vsebina
Film temelji na resnični zgodbi. Dogajanje je postavljeno v Ljubljano v 80. in 90. leta prejšnjega stoletja. Bronja Žakelj opisuje svoje otroštvo in mladost. Z družino, očetom Janezom, materjo Mito, bratom Rokom in babico Dado, živijo v majhnem stanovanjskem bloku. Njeno otroštvo je srečno, a nato mati Mita zboli za rakom. Pozneje raka diagnosticirajo tudi Bronji. Gre za ganljiv, a hkrati humoren film o spoprijemanju z boleznijo in izgubami.

## Igralska zasedba
- Lea Cok − Bronja Žakelj
- Anica Dobra − Dada
- Jurij Zrnec − Janez Zakelj
- Tjaša Železnik − Mita Žakelj
- Vladimir Tintor − Milan
- Iva Krajnc − Marina
- Saša Tabaković − Bojan
- Polona Juh − dr. Majcen
- Žiga Šorli − Rok Žakelj
- Mei Rabič − mlada Bronja
- Jaka Mehle − mladi Rok